# Париж-Манхэттен
«Париж — Манхэттен» (фр. Paris Manhattan) — художественный фильм, премьера которого состоялась 2 апреля 2012 года в Австралии на Фестивале французского кино. В России фильм вышел на экраны 26 июля того же года.
Это первый полнометражный фильм Софи Лелуш (фр. Sophie Lellouche), которая, кстати, не родственница и даже не однофамилица Клода Лелуша (фр. Claude Lelouch). Прежде, в 1999 году, у неё вышла лишь одна семиминутная короткометражка.

## Сюжет
Алис (Алис Тальони), девушка-фармацевт из еврейского семейства, которая с подросткового возраста питает любовь к Вуди Аллену, Коулу Портеру и кедам. Отличаясь мальчишеским поведением, категорически не желает заводить романы, а единственный парень, который ей когда-то понравился, был уведён сестрой.
Долгие годы на стене спальни Алис висит огромный плакат Вуди Аллена, с которым она много разговаривает, а он отвечает ей подборками цитат из собственных фильмов.
Минуло десять лет. Алис досталась отцовская аптека, сестра вышла за уведённого парня замуж, а плакат всё так же висит над кроватью. Ей уже тридцать, но она одинока, поэтому близкие, что есть сил, стараются знакомить её с неженатыми мужчинами.
Когда наступил сложный момент выбора из возникших, наконец-то, двух претендентов — Винсента (Янник Сулье) и Виктора (Патрик Брюэль), Алис почти случайно, но с помощью Виктора, сталкивается с Вуди Алленом. На этот раз классик, хоть и голосом портрета, даёт свой совет лично. Впрочем, он вполне совпал с мнением самой Алис.

## В ролях
| Актёр              | Роль           |
| ------------------ | -------------- |
| Патрик Брюэль      | Виктор         |
| Алис Тальони       | Алис           |
| Марин Дельтерм     | Элен           |
| Луи-До де Ленкусен | Пьер           |
| Мишель Омон        | отец           |
| Мари-Кристин Адам  | мать           |
| Янник Сулье        | Винсент        |
| Марго Шонтолье     | Лаура          |
| Арсен Моска        | Артур          |
| Глади Коэн         | госпожа Гозлан |
| Вуди Аллен         | Вуди Аллен     |
| Жак Сирон          | адвокат        |
| Жак Херлин         | старик         |